# 宮地淳夫
宮地 淳夫（みやち あつお）は、日本の国土交通技官。和歌山県県土整備部長や、調布市副市長、国土地理院参事官を経て、建設物価調査会常任参与、戸田建設顧問。

## 人物・経歴
東京都立西高等学校を経て、1982年東京大学大学院工学系研究科土木工学専門課程修了、建設省入省。建設省道路局有料道路課課長補佐、建設省中部地方建設局沼津工事事務所長、和歌山県県土整備部長を経て、2007年国土交通省近畿地方整備局道路部長。2010年調布市副市長。2013年国土地理院参事官。2014年国土交通省大臣官房付、退官、建設物価調査会常任参与。2014年戸田建設常務執行役員土木本部執務。2023年戸田建設顧問。